# Phyllidiella zeylanica
Phyllidiella zeylanica is een slakkensoort uit de familie van de Phyllidiidae. De wetenschappelijke naam van de soort is voor het eerst geldig gepubliceerd in 1859 door Kelaart.